# Талит

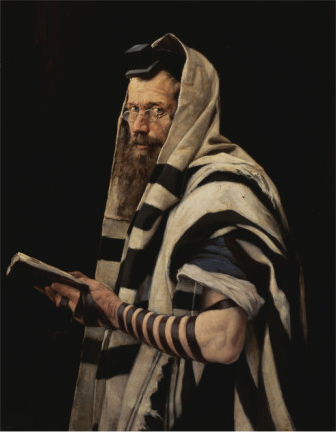
Раввин в талите, картина Яна Стыки начала XX века

Талит (от иуд.-арам. טלית, сефард. тали́т, ашкеназ. та́лес) — молитвенное облачение в иудаизме, представляющее собой особым образом изготовленное прямоугольное покрывало. Заповеди ношения талита не существует, однако есть заповедь повязать цицит на четырёхугольное покрывало и всякий раз, смотря на голубую нить, повязанную поверх цицит, вспоминать о 613 заповедях и исполнять их.

## Этимология
Слово талит отсутствует в Торе. В Торе использовано слово ксута («покрывало»). Слово талит используется в Талмуде.

Сделай себе кисточки на четырех углах покрывала (ксута) твоего, которым ты покрываешься.
— Втор. 22:12

## Общие сведения
В древности талит — покрывало, служившее верхней частью повседневной одежды днём, и одеялом ночью; имел множество способов ношения: укрытие головы от песка (с полностью укутанным телом или с открытым одним плечом), и иногда использовался для переноски грузов или младенцев; к его углам прикреплялись цицит согласно библейскому предписанию. Талит делался обычно из шерсти или льна или позже шёлка. Более дорогой вид талита напоминал римский паллиум, который носили богатые люди и законоучители. Ко времени Средневековья талит как часть повседневной одежды постепенно вышел из употребления и сохранился только как ритуальное облачение.
Флаг Израиля использует традиционные цвета и полосы талита.

## Форма и размеры талита

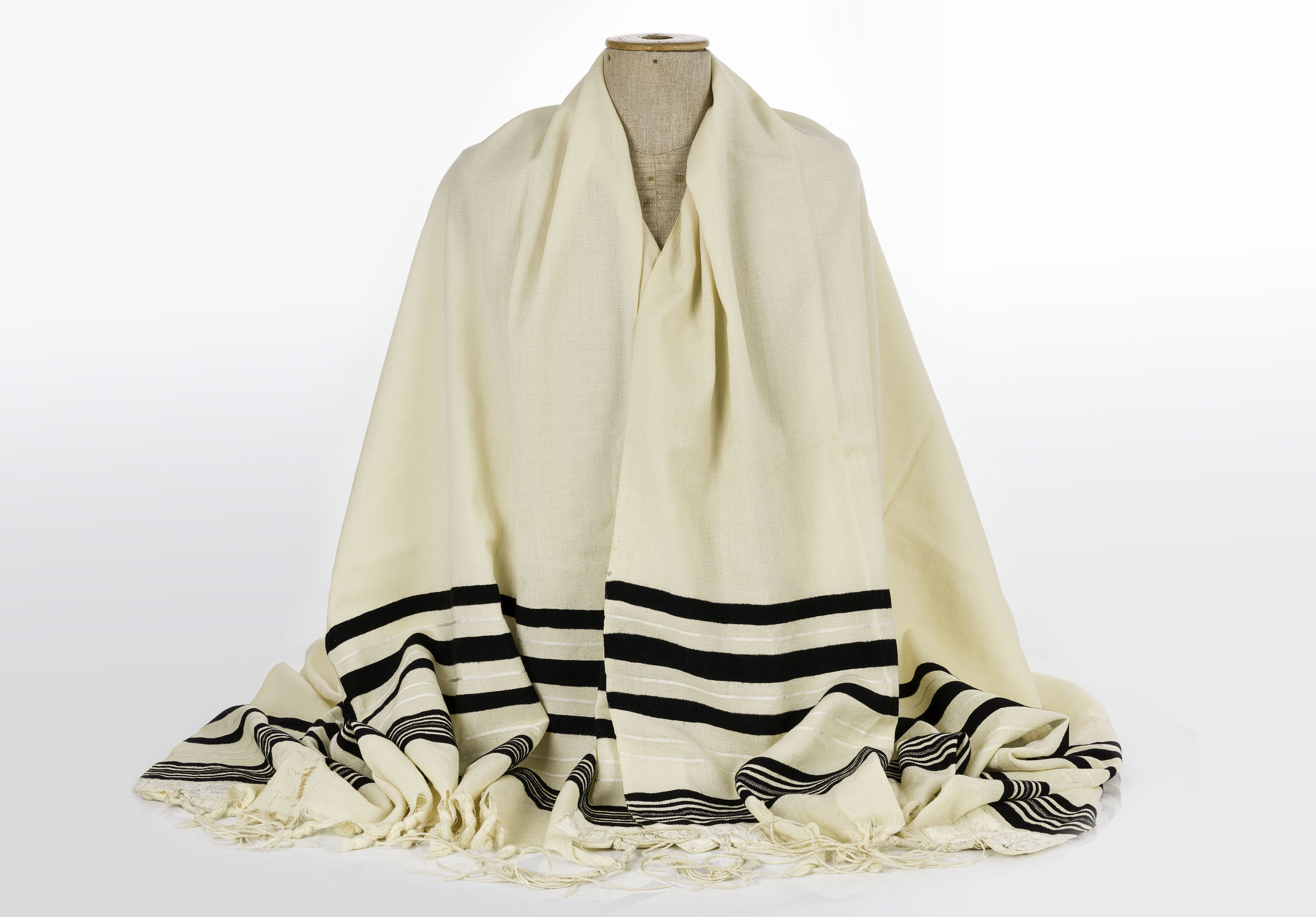
Талит Шимона Клугера, последнего из выживших евреев Освенцима

Как правило, талит делается из шерстяной (овечьей шерсти), или льняной, шёлковой, хлопчатобумажной, а сегодня даже синтетической ткани белого цвета (особо религиозные евреи предпочитают полуотбелённую грубую шерстяную ткань) с несколькими вытканными голубыми, синими, чёрно-синими или чёрными полосами; по четырём углам талита к специальным отверстиям привязываются цицит. Часто посередине одной из продольных сторон пришивается прямоугольный кусок материи, отличающий верхнюю и наружную сторону талита от нижней и внутренней; этот кусок ткани, который иногда прошивается серебряными нитями, называется атара («венец, корона») и при облачении в талит служит своего рода воротником. На некоторых атарот вышивается браха, которую произносят перед облачением в талит. Часто талит (особенно шёлковый) украшается вышивками, и обычно вдоль его узких (боковых) сторон плетётся двух- трёхрядная бахрома, наподобие сети.
Обычный размер талита — 1 х 1,5 метра, талит для хупы обычно сшит из двух талитов. Минимальная величина талита — отрез, достаточный для того, чтобы покрыть ребёнка, уже научившегося ходить (Шулхан арух, Орах хаим 16:1).

## Обычаи, касающиеся надевания талита
Сначала талит накидывают таким образом, чтобы покрыть им также и голову, а все его четыре угла перебрасывают через левое плечо (движением, называемым «укутывание измаильтян» — атифат ишмаэлим), после чего талит опускают на плечи, так что его углы свободно свисают по бокам. Во время шахарит принято прижимать цицит талита к глазам и трижды целовать их во время произнесения последнего (третьего) раздела Шма, где говорится о предписании относительно цицит (Шулхан арух, Орах хаим 24:4).
Талит надевают во время шахарит ежедневно, за исключением Девятого Ава (в этот день в талит облачаются только во время минхи и Йом-кипура (когда талит надевают для всех молитв от Кол нидрей и далее). В некоторых местах хаззан надевает талит и во время минхи и маарива, также отец на обрезании сына надевает талит во время всей процедуры. В ортодоксальном иудаизме талит могут надевать только мужчины, в консервативном и реформистском — мужчины и женщины, однако в Талмуде не запрещено ношение талита женщинами.
В разных общинах обычаи, связанные с талитом, отличаются друг от друга.
Так, у ашкеназов дети, ещё не достигшие возраста бар-мицвы, облачаются в малый (детский) талит, а неженатые мужчины молятся без талита. В большинстве сефардских и восточных общин и неженатые надевают талит. У многих каббалистов и раввинов принято носить талит весь день для изучения Торы. У сефардов принято надевать его на свадьбе. В реформистской синагоге талит, имеющий форму узкого шарфа, надеваемого на шею, — часть литургического облачения раввина и хаззана; талит надевает также вызванный к чтению Торы; для остальных участников литургии талит не обязателен.
У всех евреев также принято мужчину хоронить в его талите, с которого срезаны цицит.

## Когда начинают надевать талит
По ашкеназскому обычаю талит надевают на шахарит только после свадьбы (у ашкеназов невеста дарит талит жениху на свадьбе), а по сефардскому — после совершеннолетия (тринадцать лет и один день).

## В Новом Завете
Считалось, что цицит несут охранную функцию.

И вот, женщина, двенадцать лет страдавшая кровотечением, подойдя сзади, прикоснулась к краю одежды Его, ибо она говорила сама в себе: если только прикоснусь к одежде Его, выздоровею.
— Мф. 9:20—21

И просили Его, чтобы только прикоснуться к краю одежды Его; и которые прикасались, исцелялись.
— Мф. 14:36
Талит упомянут в Евангелиях из-за цицит, как порицание Иисусом фарисеев за ношение огромных тфилин и слишком длинных цицит, а значит, большинство евреев носили малые тфилин (1 см) и короткие цицит на талите.

Все же дела свои делают с тем, чтобы видели их люди: расширяют хранилища свои и увеличивают воскрилия одежд своих.
— Мф. 23:5